# B. Ruthemeyer

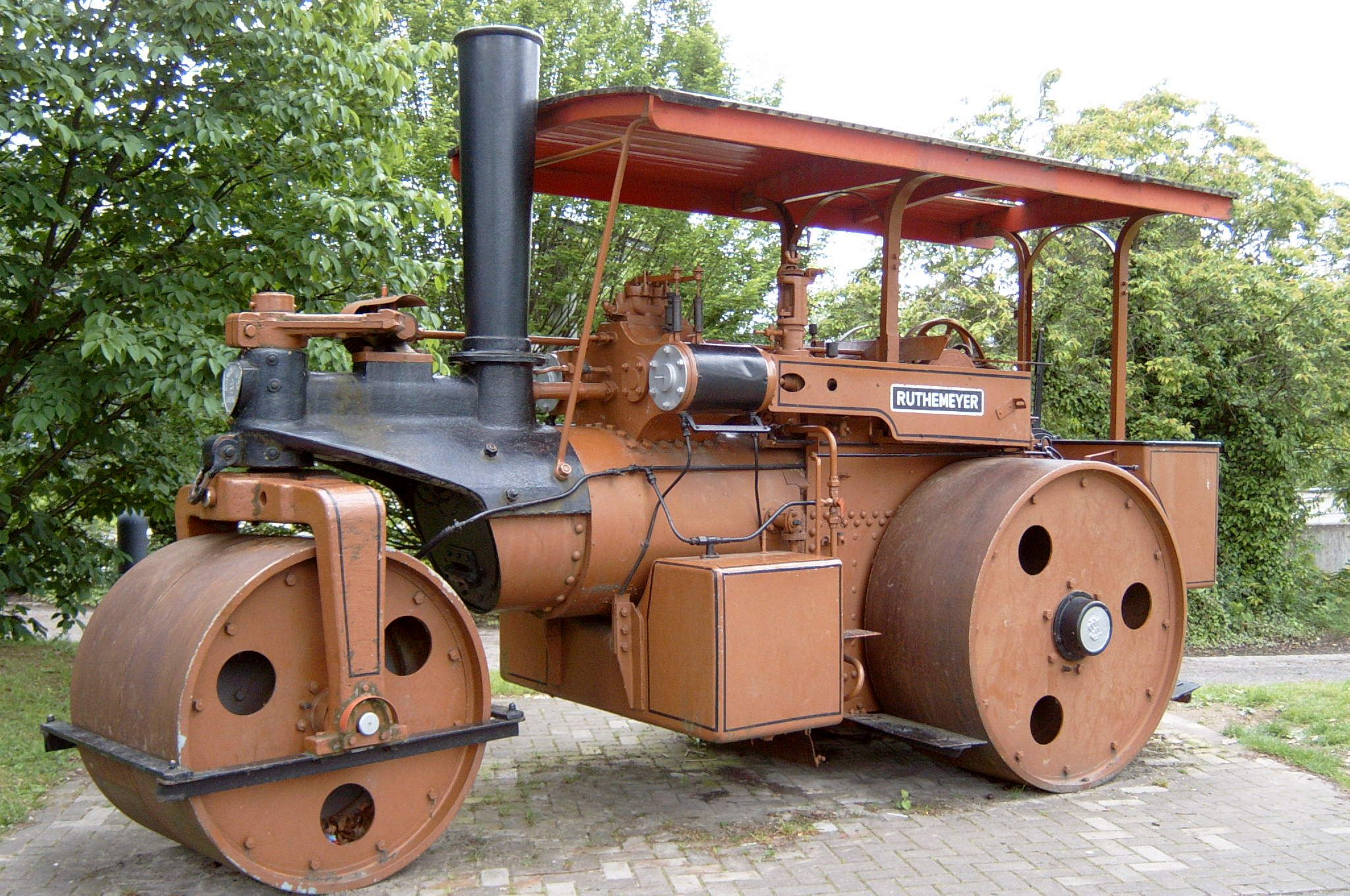
Ruthemeyer Dampfwalze als Denkmal am ehemaligen Standort des Werkes in Soest (heute Stadthalle)

Das Unternehmen B. Ruthemeyer Maschinenfabrik & Eisengießerei aus dem westfälischen Soest war ein Hersteller von Baumaschinen, insbesondere Straßenwalzen. In der ersten Hälfte des 20. Jahrhunderts war Ruthemeyer ein führender Hersteller von Dampfwalzen in Deutschland und exportierte auch ins europäische Ausland.

## Geschichte
Das Unternehmen wurde 1868 von Bernhard Ruthemeyer sen. als  Schmiede und Reparaturwerkstatt für Landmaschinen gegründet. Ab 1888 betrieb die Schmiede eine von der Firma G. Kuhn in Stuttgart hergestellte Dampfwalze. Ab ca. 1905 stellte Ruthemeyer dann auch eigene Walzen her, zunächst mit Dampfmaschinenantrieb, wenig später (ab 1909) auch mit Verbrennungsmotor. Im Ersten Weltkrieg wurden auch Straßenlokomotiven hergestellt. Ab 1910 führte Bernhard Ruthemeyer jun. (* 25. Dezember 1871, † 1968) das Unternehmen.
Nach dem Zweiten Weltkrieg drohte Ruthemeyer die Demontage als einziger Walzenhersteller der Bizone. Bis 1953 wurden Dampfwalzen hergestellt, insgesamt fast 1000 Stück.
| Baujahr            | 1906 | 1919 | 1929 | 1934 | 1953 |
| Fabrikationsnummer | 42   | 299  | 648  | 769  | 941  |

Danach wurden noch bis 1975 Dreiradwalzen, Vibrationswalzen und Gummiradwalzen mit Dieselmotorantrieb gefertigt.
Die Aktivitäten des Unternehmens Ruthemeyer wurden von der früheren Wiesbadener Glyco AG mit der Essener Zweigniederlassung an der Stauderstraße fortgesetzt, jedoch endete recht bald darauf die Produktion von Straßenwalzen-Komponenten, und auch das Essener Werk wurde seitens der Glyco aufgegeben und die Aktivitäten zur Fertigung von Maschinenbaukomponenten und Gleitlagern nach Braunschweig verlagert. Das Knowhow zu Straßenwalzen findet sich noch bei einigen wenigen Mitarbeitern des Braunschweiger Hüttenwerks, eines früheren Glyco-Tochterunternehmens.
Auf dem ehemaligen Betriebsgelände der Firma (1987/88 abgerissen) befindet sich heute die Stadthalle Soest (51° 33′ 55″ N, 8° 6′ 19,7″ O). Am Straßenrand des Stadthallengeländes (Arnsberger Str., Ende der südlichen Ausfallstraße am Inneren Ring – Ecke Dasselwall) ist eine Ruthemeyer-Walze als Technisches Denkmal abgestellt (siehe Bild).

## Bildergalerie

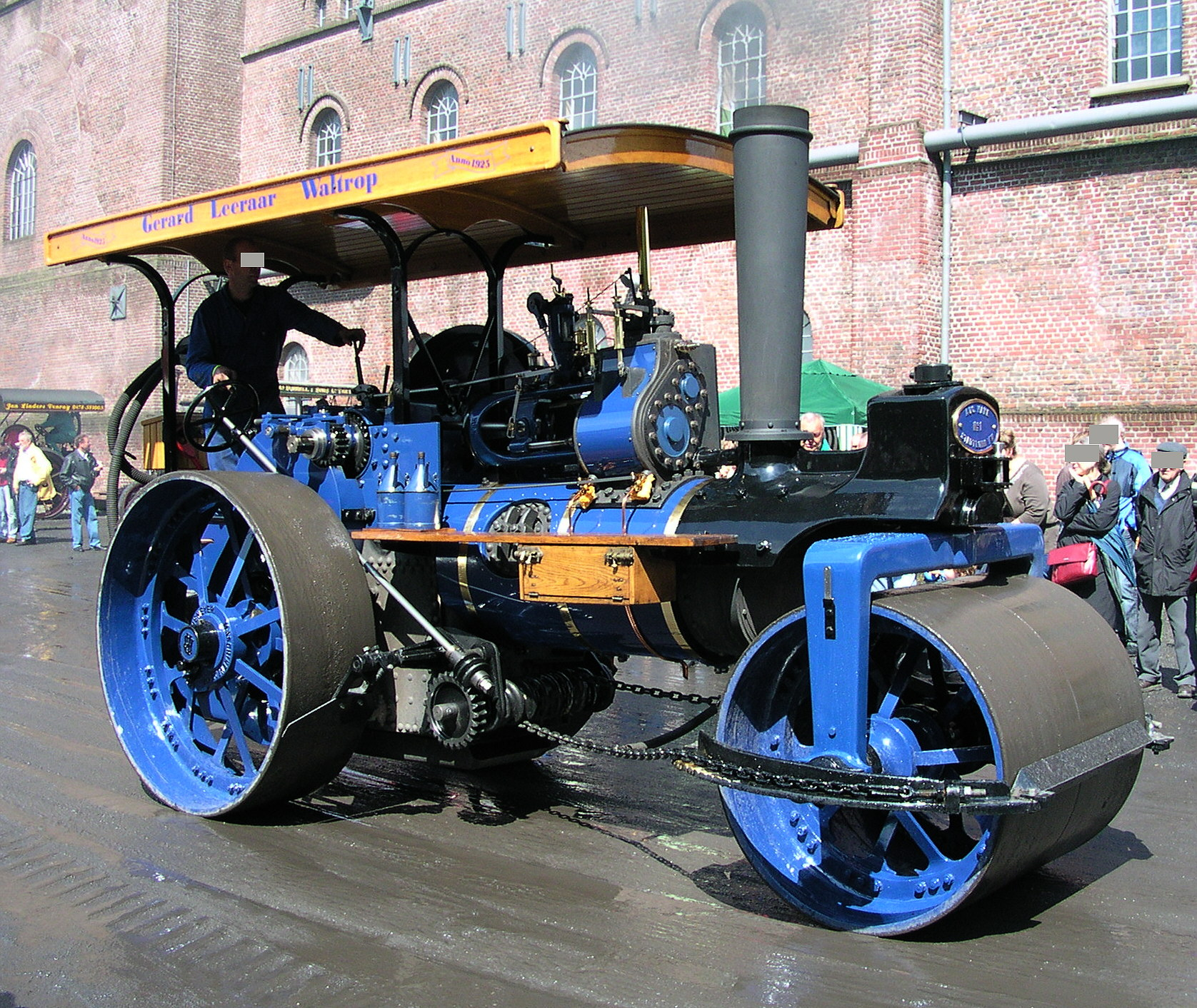
Dampfwalze, Bj. 1925, Nr. 381
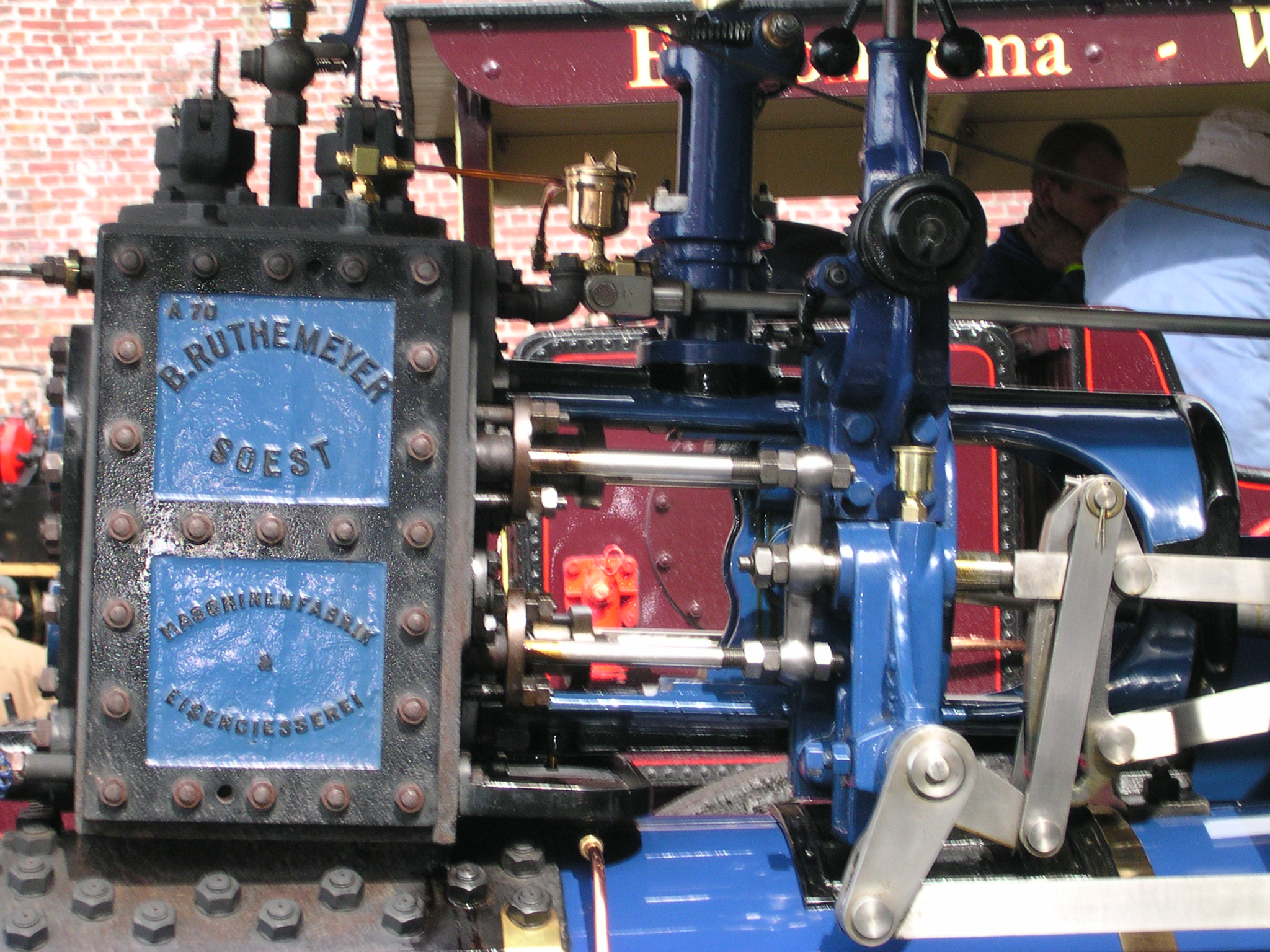
Detail Kolbengestänge und Firmenschild
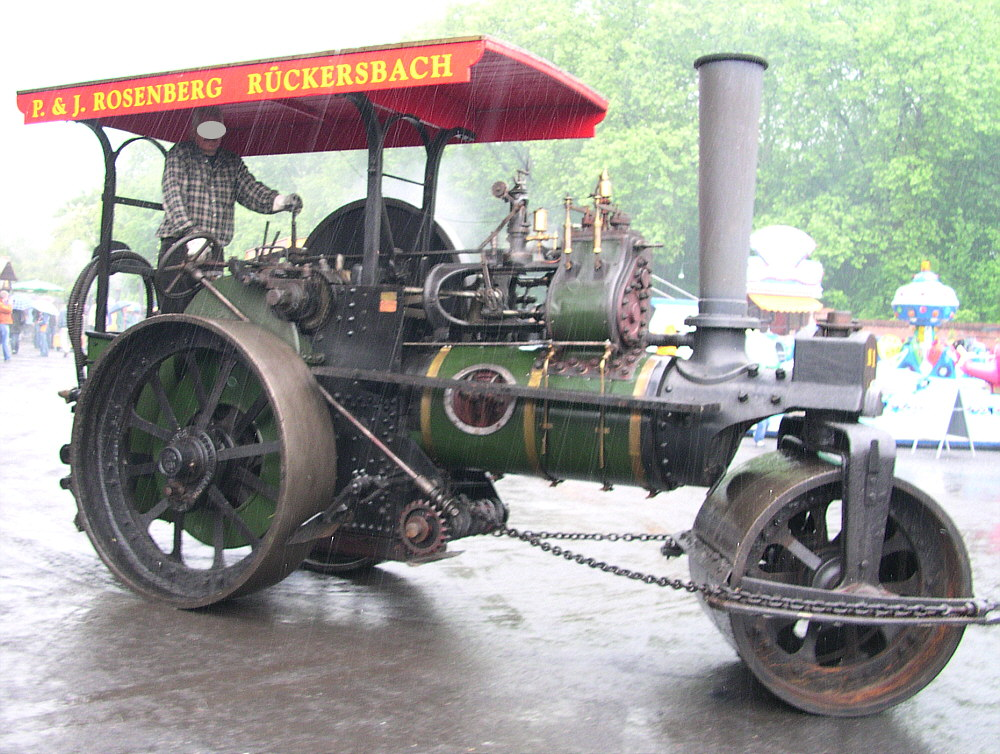
Dampfwalze, Bj. 1929
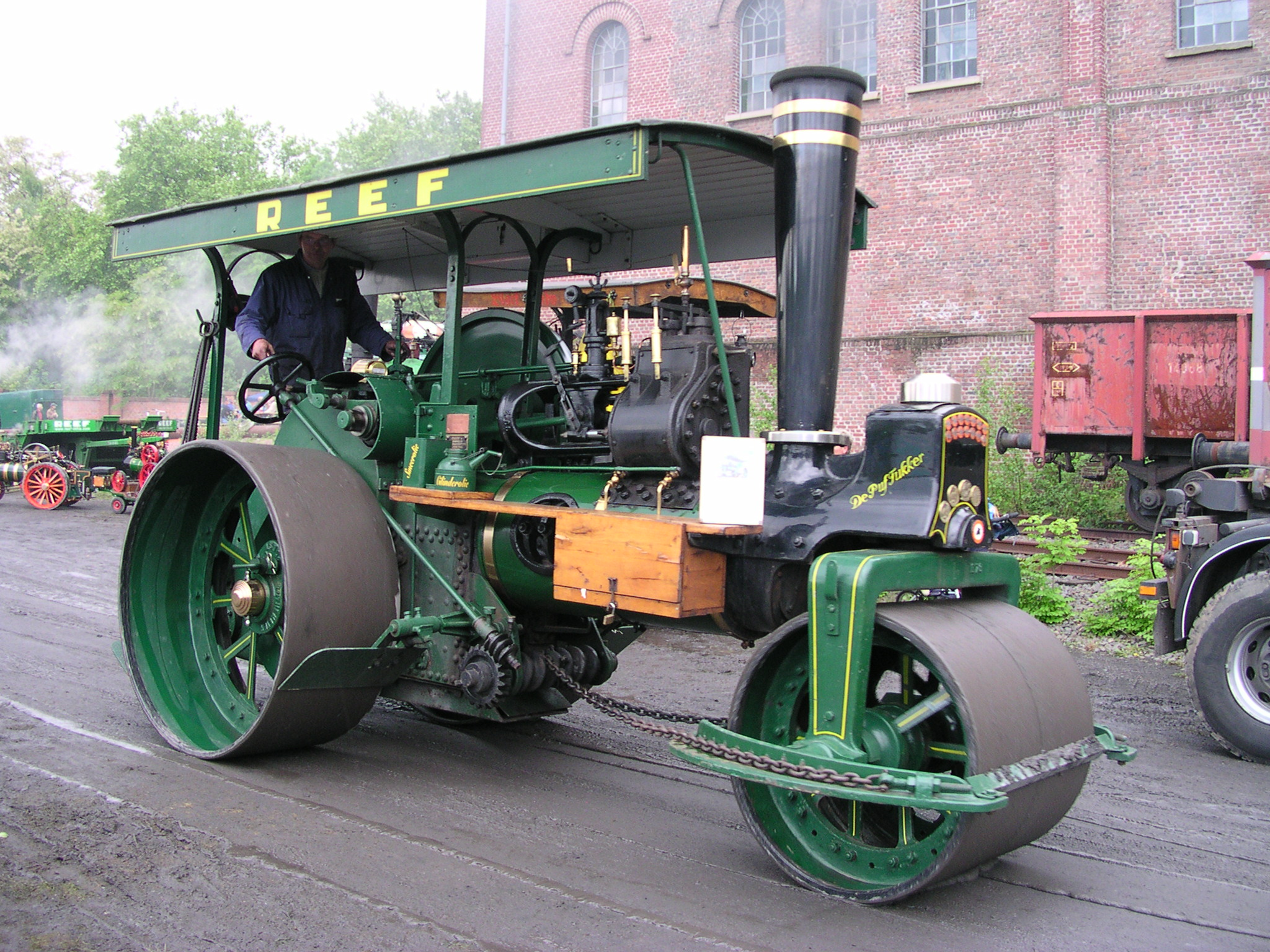
Dampfwalze, Bj. 1930
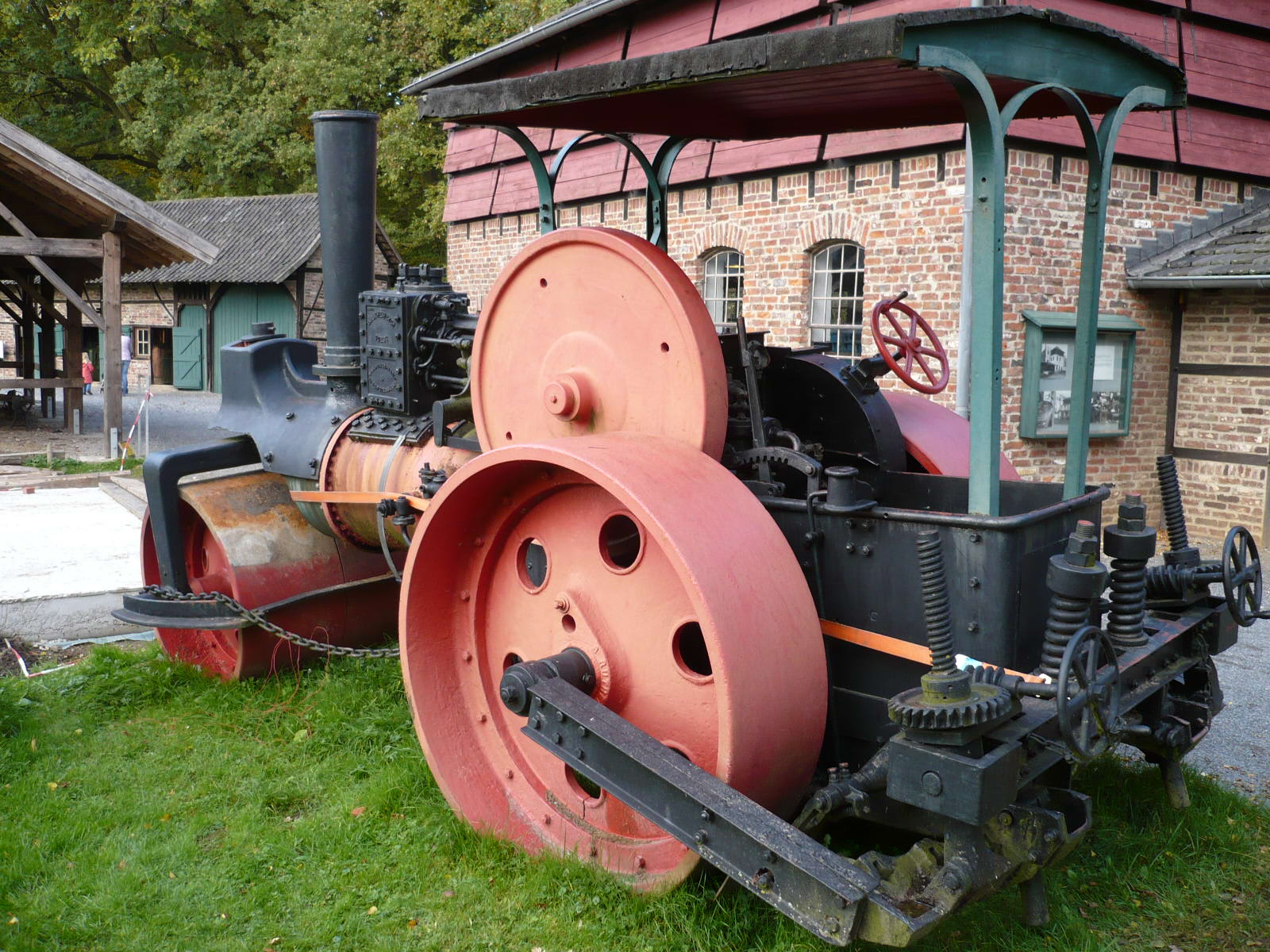
Dampfwalze im Niederrheinischen Freilichtmuseum
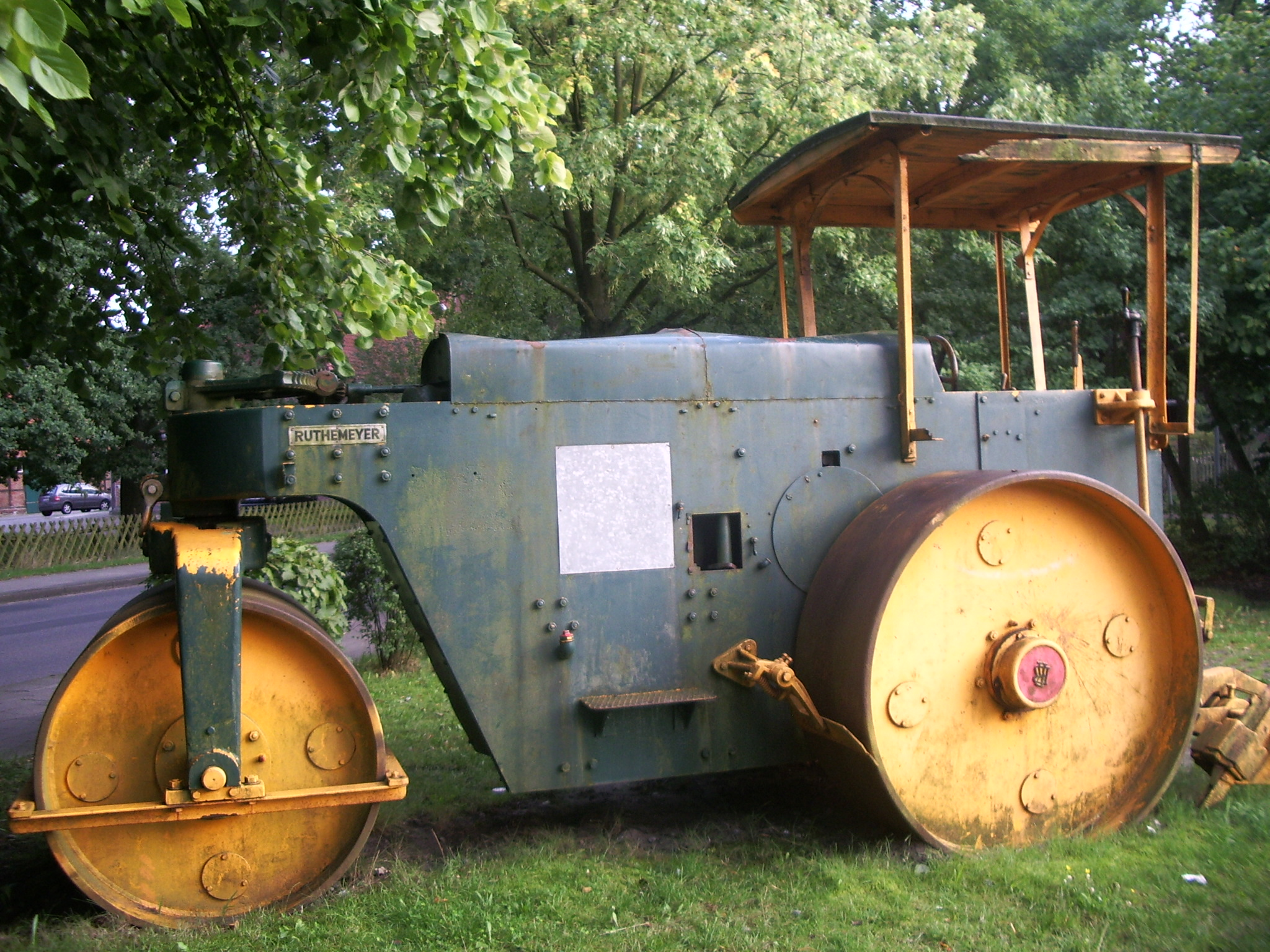
Dieselwalze
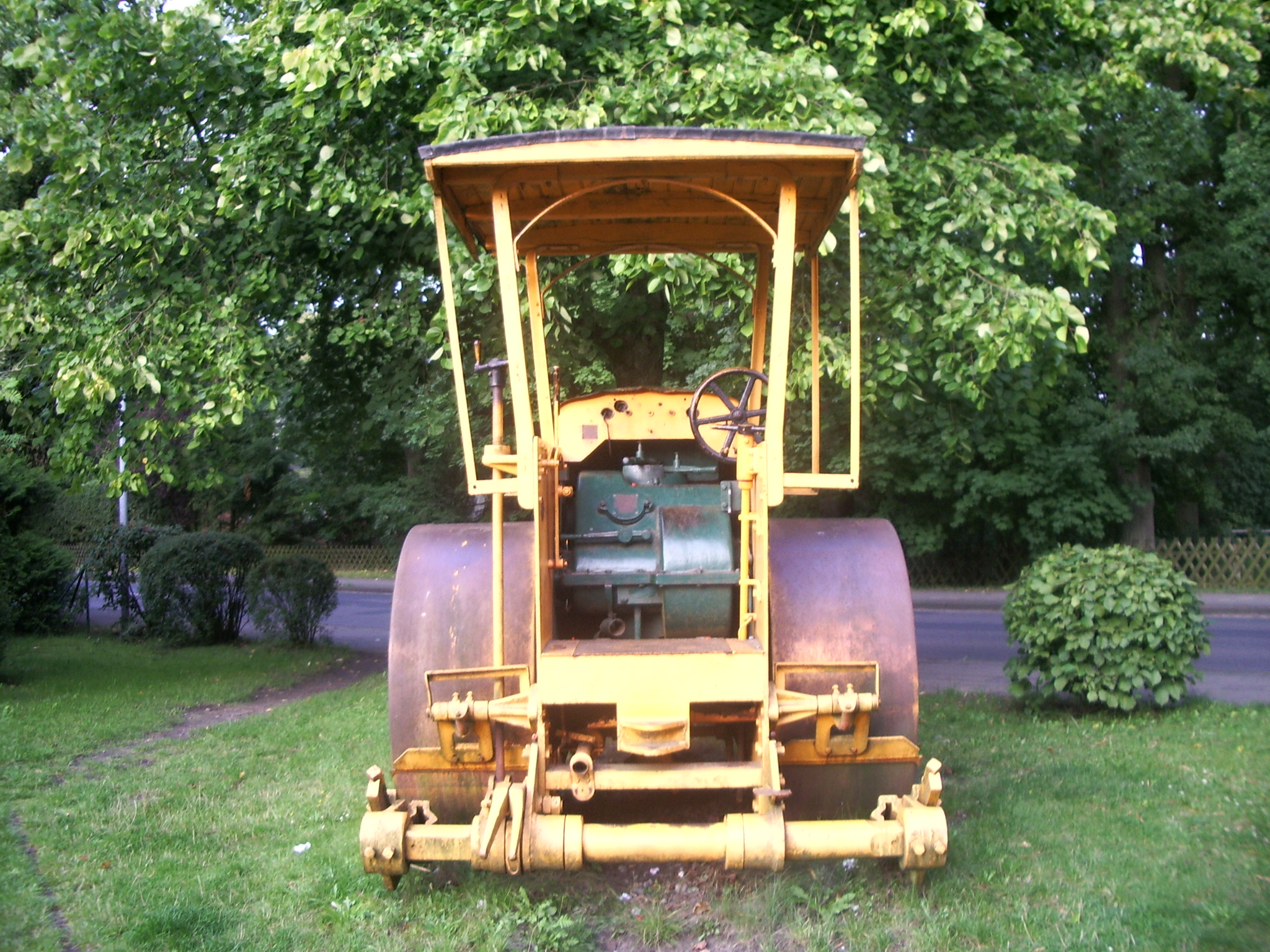
Heckansicht mit Führerstand
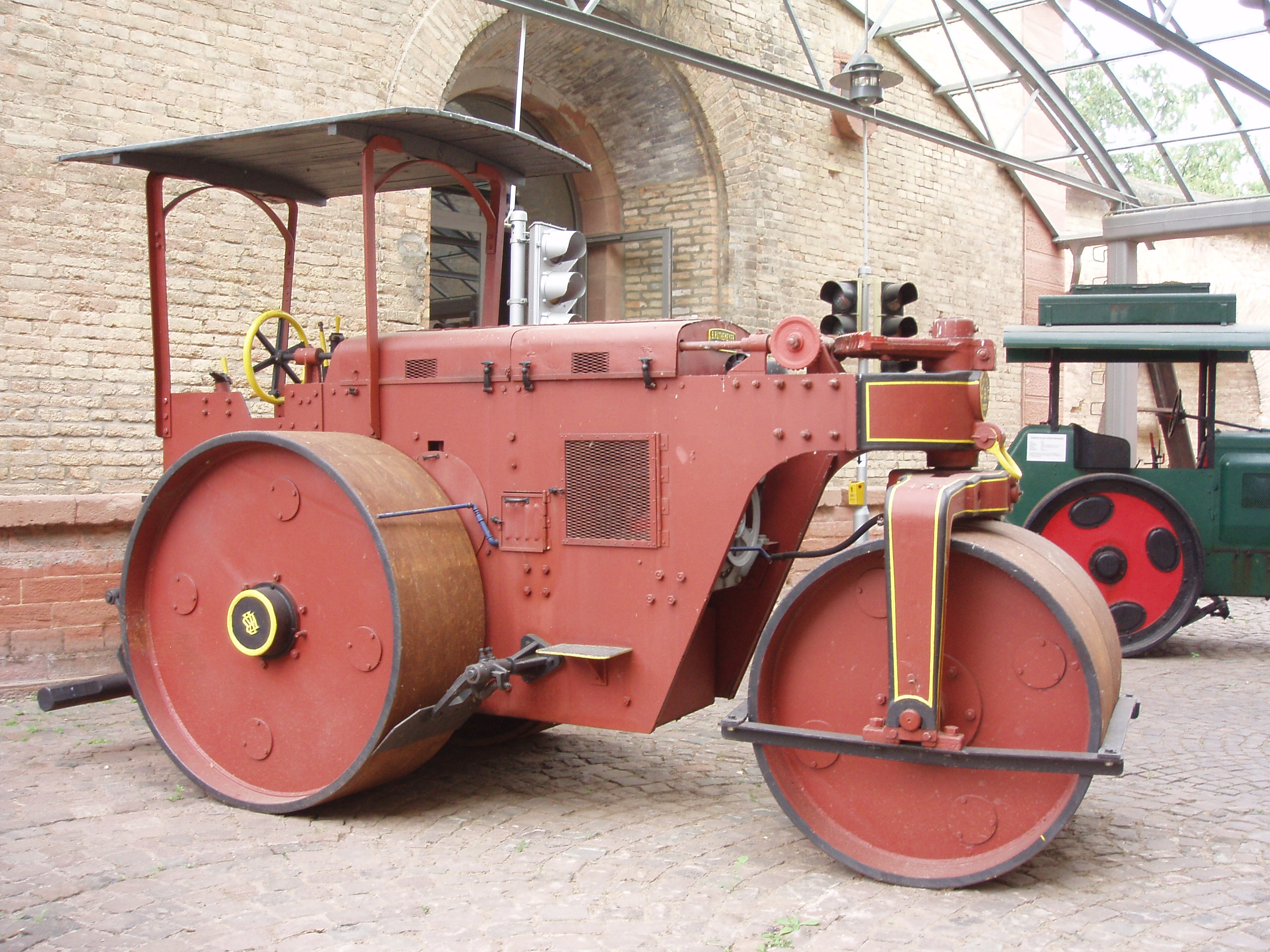
Dieselwalze, Bj. 1959
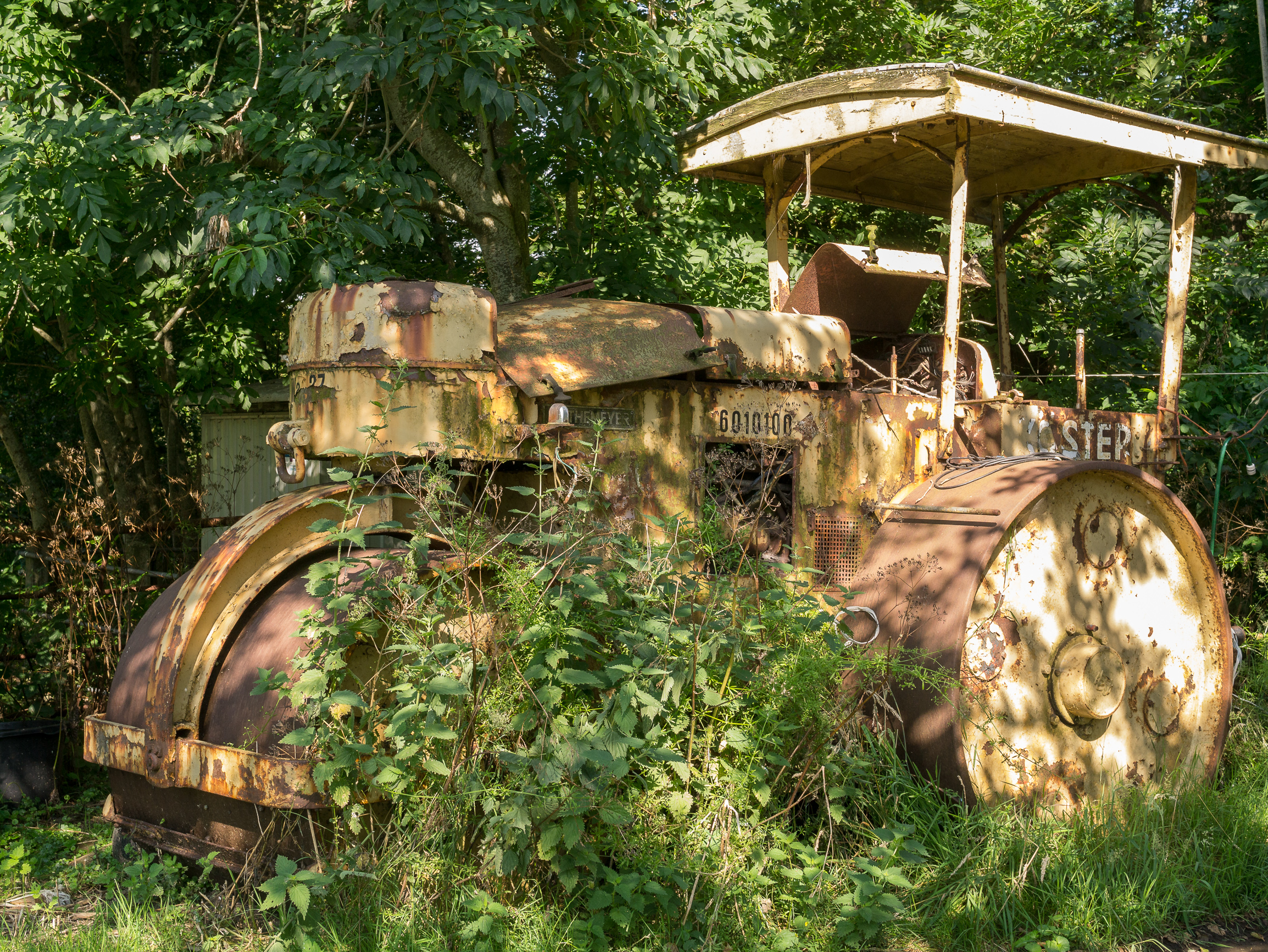
Dieselwalze

## Sonstiges
- Der Spielwarenhersteller Wiking Modellbau gab 2004 unter der Nr. 8980128 ein Modell einer Ruthemeyer-Diesel-Dreiradwalze von 1956 im Maßstab 1:87 heraus.[4]
- Der Mathematiker Rudolf Zurmühl absolvierte bei Ruthemeyer 1924 ein Praktikum.